# 맘마 미아!
맘마 미아!(Mamma Mia!)는 베니 앤더슨과 비요른 울바에우스가 작곡한 아바의 노래를 바탕으로 캐서린 존슨이 쓴 뮤지컬이다. 이 뮤지컬은 동명의 영화로도 만들어졌다.

## 줄거리
무대는 그리스 지중해의 외딴 섬……젊은 날 한때 꿈 많던 아마추어 그룹 리드싱어였으나 지금은 작은 모텔의 여주인이 된 도나(Donna)와 그녀의 스무살 난 딸 소피(Sophie)가 주인공이다. 도나의 보살핌 아래 홀로 성장해온 소피는 약혼자 스카이(Sky)와의 결혼을 앞두고 아빠를 찾고 싶어하던 중 엄마가 처녀시절 쓴 일기장을 몰래 훔쳐보게 된다. 그리고 그 안에서 찾은, 자신의 아버지일 가능성이 있는 세 명의 남자, 샘(Sam Carmichael), 빌(Bill Austin), 해리(Harry Bright)에게 어머니의 이름으로 초청장을 보낸다.결혼식을 앞두고 분주한 소피의 집……엄마의 옛 친구들이며 같은 그룹의 멤버였던 타냐(Tanya)와 로지(Rosie)가 도착하고 소피의 친구들도 부산해하며 즐거운 가운데 도나의 옛 연인 3명이 한꺼번에 도착한다. 도나는 그들을 보고 크게 놀라 당황하며 안절부절 못하게 된다. 흥분되는 마음에 진짜 아빠를 찾는데 여념이 없는 소피는 세 남자를 만난 후에 진짜 자신의 아버지가 누구인지 더욱 헷갈려 한다.결혼식을 준비하는 동안 세 명의 남자는 도나와 각기 옛 일을 회상하며 감상에 젖고 그 중 샘은 아직도 도나를 사랑하고 있으며 그녀가 다시 자기를 향해 마음을 열기를 바라지만 도나는 혼란스러워하며 그를 거부한다.드디어 소피의 결혼식 날……결혼식이 거행되기 전, 도나는 축하객들 가운데 소피의 아버지가 있지만 자신도 누구인지 알 수 없다고 이야기한다. 소피 또한 자신의 삶에 있어서 중요한 것은 누구인지도 모르는 아버지가 아니라 주체적인 자기 자신과 자신을 사랑하는 사람들이라는 것을 깨닫는다. 소피는 자신에 대해서 좀더 알아보는 시간을 갖기 위해 결혼하지 않기로 결심하고 주인을 잃어버린 결혼식은 하객들의 왁자지껄한 권고 끝에 샘과 도나에게 돌아간다. 샘의 청혼 앞에서 망설이던 도나가 친구들과 하객들이 보내준 용기로 그의 사랑을 받아들인 것이다.행복한 결혼식 후…… 소피는 더 넓은 세상에서 자신의 꿈을 펼칠 것을 노래하며 약혼자 스카이와 여행을 떠난다.

## 출연진
- 도나 역 : 김선경, 최정원, 이재영, 유진
- 타냐 역 : 전수경, 황현정
- 로지 역 : 이경미, 정영주
- 소피 역 : 이정미, 김보경, 손지원
- 샘 역 : 성기윤
- 빌 역 : 박지일
- 해리 역 : 황만익
- 스카이 역 : 이창원
- 페퍼 역 : 이주언
- 에디 역 : 차정현
- 알리 역 : 김윤지
- 리사 역 : 임혜성
- 앙상블 역 : 이승조, 유연, 김의신, 정재헌, 곽동욱, 이강빈, 이자영, 김하얀, 이나민, 정혜정, 이시유, 김호진, 최성대, 박한기, 채유정, 비현

## 수상
- 2008년 골든티켓 뮤지컬 작품상 - 대상